# 케일리 매큐언
케일리 로셸 매큐언 OAM(영어: Kaylee Rochelle McKeown OAM, 영어 발음: /ˈkeɪ̯l.i mə.ˈkjuː‿ən/, 2001년 7월 12일~)은 오스트레일리아의 수영 선수로 주 종목은 배영이다. 2020년 하계 올림픽 여자 배영 100m와 200m, 혼계영에서 금메달을 획득했으며 여자 배영 50m 롱 코스, 여자 배영 100m 롱 코스, 배영 200m 롱 코스, 배영 200m 쇼트 코스 세계 기록을 보유하고 있다.